# Pseuduvaria subcordata
Pseuduvaria subcordata är en kirimojaväxtart som beskrevs av Yvonne C.F. Su och Richard M.K. Saunders. Pseuduvaria subcordata ingår i släktet Pseuduvaria och familjen kirimojaväxter. Inga underarter finns listade i Catalogue of Life.